# کارت قرمز به سوءاستفاده‌کنندگان

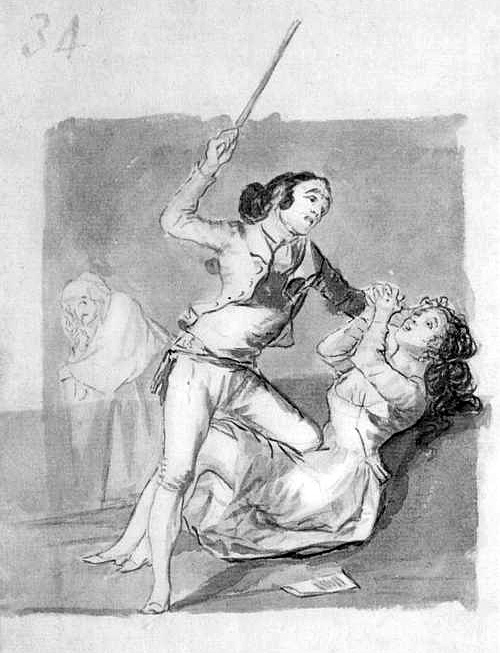
زنی در حال کتک خوردن با یک عصا (فرانسیسکو گویا حوالی ۱۷۹۶)

کارت قرمز به سوءاستفاده‌کنندگان (اسپانیایی: Saca tarjeta roja al maltratador‎) کارزاری علیه خشونت خانگی است که توسط «وزارت برابری اسپانیا» در ۱۸ مارس ۲۰۱۰ راه اندازی شد و از حمایت گستردهٔ هنرمندان، روزنامه نگاران و ورزشکاران مشهور برخوردار شد. این کارزار برای کمک به «عدم مشارکت [در جرم] و گام برداشتن به سوی عدالت» بسیار مؤثر تلقی می‌شود.
این ابتکار، هر شهروندی را تشویق می‌کند که یک «کارت قرمز» به عنوان نمادی برای محکوم کردن هر نوع خشونت جنسیتی و مبارزه فعالانه با سوءاستفاده نشان دهد. در جریان این کارزار، تأکید می‌شود که خشونت در جامعه جایی ندارد.
برای این کارزار، پدیدآورنده توضیح می‌دهند که «هدف، ایجاد یک جنبش اجتماعی است تا همه شخصاً از این حرکت نمادین استقبال کنند و آن را به خود بگیرند». مجموعه ای از برنامه‌های تلویزیونی به منظور افزایش آگاهی در مورد موضوع خشونت ساخته شده‌است. چندین متخصص از حوزه‌های مختلف (به صورت رایگان) در این کارزار شرکت کرده‌اند و با یک کارت قرمز قاطعانه به هرگونه سوءاستفاده و خشونت علیه زنان «نه» گفته‌اند.